# Ruspolia diversa
Ruspolia diversa är en insektsart som först beskrevs av Walker, F. 1869.  Ruspolia diversa ingår i släktet Ruspolia och familjen vårtbitare. Inga underarter finns listade i Catalogue of Life.